# The John Peel Sessions (album The Birthday Party)
The John Peel Sessions – ostatni z wydanych do tej pory albumów zespołu The Birthday Party. Jest to zestaw wszystkich zarejestrowanych utworów podczas czterech sesji nagraniowych, dokonanych dla Johna Peela. 
(Uwaga na singlach ukazały się tylko dwie z tych sesji)
- utwory 1–4: zarejestrowano w Londynie w BBC Maida Vale Studios, Studio 4–10 października 1980
- utwory 5–8: zarejestrowano w Londynie w BBC Langham 1 Studio – 21 kwietnia 1981
- utwory 9–12: zarejestrowano w Londynie w BBC Maida Vale Studios, Studio 4–2 grudnia 1981
- utwory 13–16: zarejestrowano w Londynie w BBC Maida Vale Studios, Studio 4–15 listopada 1982

Wydawnictwo ukazało się 17 lipca 2001 nakładem wydawnictwa Universal.

## Lista utworów
1. „Cry”
2. „Yard”
3. „Figure of Fun”
4. „King Ink”
5. „Release the Bats”
6. „Rowland Around in That Stuff”
7. „(Sometimes) Pleasure Heads Must Burn”
8. „Loose”
9. „Big Jesus Trash Can”
10. „She's Hit”
11. „Bully Bones”
12. „Six Inch Gold Blade”
13. „Pleasure Avalanche”
14. „Deep in the Woods”
15. „Sonny's Burning”
16. „Marry Me (Lie Lie)”